# 粉叶野桐
粉叶野桐（学名：Mallotus garrettii）为大戟科野桐属下的一个种。

## 扩展阅读
維基物種上的相關：粉叶野桐